# Éric Rousset
Pas d'image ? Cliquez ici
Éric Rousset, né le 11 octobre 1968, est un pilote de rallye automobile né en Lozère. Il a naturellement été attiré par la compétition automobile de par son père qui fut président de l'écurie "Gévaudan" durant plus de vingt ans.

## Biographie
Il débute en 1993 sur une BMW 323i, et décroche sa première victoire scratch en 1995. Il passe en suite avec succès à la BMW M3 en 1997, et signe 12 victoires durant cette année. Ces succès dans sa région le poussent à franchir le cap, en s'alignant en Trophée Férodo dès 1998, Trophée qu'il remporte à deux reprises, en 1998 et 1999. Durant cette seconde année, il troque sa M3, devenue un peu "juste" en performance, pour une plus moderne Subaru Impreza.
En 2000, Éric Rousset remplace la Subaru par une Renault Maxi Megane. Cette saison est une année mi-figue mi-raisins, où le pilote lozérien alterne chronos intéressant et embuches (sorties, mécanique…). La saison suivante il se rabat sur une modeste Clio RS groupe N, faute de budget. Il continue d'enchaîner les ennuies mécaniques sur cette auto, et parallèlement il songe de plus en plus aux épreuves terres...
Il passe ce cap en 2002, au volant d'une Subaru Impreza WRC: durant cette année de découverte il réalise de belles courses, et coiffe la couronne de Champion de France des rallyes Terre dès cette première saison. 
La suite de sa carrière devient plus chaotique. En manque de budget, il passe à une voiture moins compétitive (une Mitsubishi Lancer Evo groupe N), se contentant de résultats plus en retrait. Il a depuis mis sa carrière entre parenthèses.
Il reprend les rallyes à bord d'une Peugeot 206 WRC avec Christophe Sauce, son copilote, en 2012. Puis s'aligne au Championnat de France des Rallyes avec cette auto et une Citroen C4 WRC par la suite.

## Palmarès
- 2002 - Champion de France des rallyes sur terre (ainsi que Gilbert Magaud - vainqueur au Rallye Terre de Langres);
- 2000 - 3e du championnat de France asphalte;
- 1999 - Vainqueur du Trophée Férodo (championnat de France "amateurs") - 2e du championnat de France asphalte;
- 1998 - Vainqueur du Trophée Férodo.

Il reprend les rallyes à bord d'une Peugeot 206 WRC avec Christophe Sauce, son copilote, en 2012. Puis s'aligne au Championnat de France des Rallyes avec cette auto et une Citroen C4 WRC par la suite.